# HD 40307
HD 40307 es una estrella enana naranja que se encuentra a unos 42 años luz de la Tierra, en la constelación de Pictor. La masa de la estrella resulta ser algo menor que la del Sol. A fecha de 2012 se ha descubierto que alrededor de la estrella orbitan al menos seis planetas extrasolares.

## Sistema planetario
En junio de 2008, la European Southern Observatory (ESO) anunció el descubrimiento de tres "supertierras" que orbitaban alrededor de la estrella. Los tres planetas fueron descubiertos con el método de la velocidad radial, usando el espectrógrafo HARPS, situado en Chile.
En 2012, se descubrieron otros tres planetas más orbitando HD 40307, uno de ellos, HD 40307 g, es una supertierra con un periodo orbital de aproximadamente 200 días, su masa es al menos siete veces la de la Tierra y lo más probable es que gire sobre su propio eje mientras orbita alrededor de su estrella, por lo que podría tener un ciclo diurno y nocturno al igual que nuestro planeta. Según Anglada-Escudé, "la estrella HD 40307 es una estrella enana perfectamente tranquila, por lo que no hay ninguna razón por la que este planeta no pueda tener un clima parecido al de la Tierra", y puede que posea agua en estado líquido en su superficie.
Todos los planetas poseen una masa mucho mayor que la de la Tierra, pero con la tecnología actual, encontrar planetas del tamaño de la Tierra resulta muy poco probable, sin embargo, la presencia de supertierras sugiere que el descubrimiento de mundos como el nuestro se trata solo de cuestión de tiempo.
| Planetas (en orden desde la estrella) | Masa (M⊕)       | Período orbital (días) | Semieje mayor (UA)     | Excentricidad    | Radio |
| ------------------------------------- | --------------- | ---------------------- | ---------------------- | ---------------- | ----- |
| b                                     | ≥ 4.0 +0.8 −0.7 | 4.3123 +0.0011 −0.0012 | 0.0468 +0.0023 −0.0024 | 0.20 +0.16 −0.14 | --    |
| c                                     | ≥ 6.6 +1.1 −1.0 | 9.6184 +0.0050 −0.0049 | 0.0799 ± 0.0040        | 0.06 +0.06 −0.11 | --    |
| d                                     | ≥ 9.5 +1.7 −1.5 | 20.432 +0.022 −0.024   | 0.1321 +0.0066 −0.0064 | 0.07 +0.11 −0.07 | --    |
| e                                     | ≥ 3.5 ± 1.4     | 34.62 +0.21 −0.20      | 0.1886 +0.083 −0.0104  | 0.15 +0.13 −0.15 | --    |
| f                                     | ≥ 5.2 +1.5 −1.6 | 51.76 +0.50 −0.46      | 0.247 +0.011 −0.014    | 0.02 +0.20 −0.02 | --    |
| g                                     | ≥ 7.1 ± 2.6     | 197.8 +9.0 −5.7        | 0.600 +0.034 −0.033    | 0.29 +0.31 −0.29 | --    |